# 北阿古桑省
北阿古桑省，菲律賓華人称北亞虞山省，位于菲律宾棉兰老岛东北部武端湾沿岸，是卡拉加区的一个省，人口约55万（2000年），首府嘉拔描蘭市。